# Facultad de Ciencias del Trabajo de Palencia
La Facultad de Ciencias del Trabajo de Palencia es un centro de formación universitaria perteneciente a la Universidad de Valladolid que se encuentra situado en el Campus La Yutera. En esta Facultad se imparte el Grado en Relaciones Laborales y Recursos Humanos. La Facultad también cuenta con un curso de adaptación para aquellos alumnos graduados sociales, diplomados en relaciones laborales y licenciados en Ciencias del Trabajo que quieran obtener el título de Grado en Relaciones laborales y recursos humanos. 

## Titulaciones
- Grado en Relaciones Laborales y Recursos Humanos

## Departamentos
- Departamento de Derecho Civil
- Departamento de Derecho Mercantil, Derecho del Trabajo, e Internacional Privado
- Departamento de Derecho Público
- Departamento de Economía Aplicada
- Departamento de Psicología
- Departamento de Sociología y Trabajo Social
- Departamento de Organización de Empresas y Comercialización e Investigación de Mercados
- Departamento de Historia Moderna, Contemporánea y de América, Periodismo y Comunicación Audiovisual y Publicidad